# Flughafen Hradec Králové

i8
i11
i13
Der Flughafen Hradec Králové (tschechisch Letištĕ Hradec Králové, ICAO-Code: LKHK) ist ein im Norden der nordostböhmischen Stadt Hradec Králové/Königgrätz im gleichnamigen Bezirk gelegener tschechischer ziviler Sonderflughafen.

## Geschichte
Hradec Králové diente den tschechoslowakischen Luftstreitkräften vor der Besetzung des Landes durch Nazideutschland 1939 als Flugschule auf eine Vielzahl von Flugzeugtypen. Hier lag das mit Jagdflugzeugen ausgerüstete 4. Fliegerregiment, das als Kennzeichen einen Böhmischen Löwen in blau auf weißem Feld führte, samt Ausbildungsstaffel.
Nach dem Einmarsch der deutschen Wehrmacht diente er als Einsatzhafen 1. Ordnung der Luftwaffe bis Kriegsende als Schule für den Luftnachrichtendienst (Luftnachrichtenschule 2). Daneben lagen in Königgrätz auch Ausbildungsregimenter.
Zeitweilig, insbesondere 1939 und gegen Kriegsende, lagen hier auch fliegende Einsatzverbände. Die mit Do 17Z ausgerüstete III. Gruppe des Kampfgeschwader 77 (III./KG 77) war hier von Anfang Mai bis Oktober 1939 stationiert.
Im letzten Kriegshalbjahr nahm der Flugbetrieb wieder zu. Zunächst lagen hier von November 1944 bis Januar 1945 die Bf 109G der II. Gruppe des Kampfgeschwader 30 (II./KG 30). Ab März 1945 diente Königgrätz als eine Ausgangsbasis einer Luftbrücke in das von der Roten Armee eingekesselte schlesische Breslau, die durch zwei Gruppen He 111H des Kampfgeschwaders 4 (KG 4) unterhalten wurde. In den letzten Kriegswochen operierte die II. Gruppe des Schlachtgeschwaders 4 von Königgrätz aus. Mit der bedingungslosen Kapitulation der Wehrmacht am 8. Mai 1945 endete der Flugbetrieb vorläufig.
Während des Kalten Krieges diente der Flugplatz den Luftstreitkräften der Tschechoslowakischen Volksarmee als Militärflugplatz. Hier lag von November 1954 bis zur Auflösung der Tschechoslowakei Ende 1992 ein Luftaufklärungsregiment, das 47. Pruzkumný Letecký Pluk (47. PzLP). Eine Übersicht der von diesem Regiment eingesetzten Flugzeugtypen befindet sich auf der unten verlinkten Seite über das 47. Regiment.
Nach Auflösung der Einheit wurde die militärische Nutzung der Basis beendet.